# Bataille de Lutterberg (1762)
Pour les articles homonymes, voir Bataille de Lutterberg.
Guerre de Sept Ans
Batailles
- Minorque (navale) (1756)
- Pirna (1756)
- Lobositz (1756)
- Reichenberg (1757)
- Prague (1757)
- Kolin (1757)
- Hastenbeck (1757)
- Gross-Jägersdorf (1757)
- Moys (1757)
- Rochefort (1757)
- Rossbach (1757)
- Breslau (1757)
- Leuthen (1757)
- Carthagène (navale) (1758)
- Olomouc (1758)
- Saint-Malo (1758)
- Rheinberg (1758)
- Krefeld (1758)
- Domstadl (1758)
- Cherbourg (1758)
- Zorndorf (1758)
- Saint-Cast (1758)
- Tornow (1758)
- Lutzelberg (1758)
- Hochkirch (1758)
- Bergen (1759)
- Kay (1759)
- Minden (1759)
- Kunersdorf (1759)
- Neuwarp (navale) (1759)
- Hoyerswerda (1759)
- Baie de Quiberon (navale) (1759)
- Maxen (1759)
- Meissen (1759)
- Glatz (1760)
- Landshut (1760)
- Corbach (1760)
- Emsdorf (1760)
- Dresde (1760)
- Warburg (1760)
- Liegnitz (1760)
- Rhadern (1760)
- Berlin (1760)
- Kloster Kampen (1760)
- Torgau (1760)
- Belle-Île (1761)
- Langensalza (1761)
- Cassel (1761)
- Grünberg (1761)
- Villinghausen (1761)
- Ölper (1761)
- Kolberg (1761)
- Wilhelmsthal (1762)
- Burkersdorf (1762)
- Lutterberg (1762)
- Reichenbach (1762)
- Almeida (1762)
- Valencia de Alcántara (1762)
- Nauheim (1762)
- Vila Velha de Ródão (1762)
- Cassel (1762)
- Freiberg (1762)

- Jumonville Glen (1754)
- Fort Necessity (1754)
- Fort Beauséjour (1755)
- 8 juin 1755
- Monongahela (1755)
- Petitcoudiac (1755)
- Lac George (1755)
- Fort Bull (1756)
- Fort Oswego (1756)
- Kittanning (1756)
- En raquettes (1757)
- Pointe du Jour du Sabbat (1757)
- Fort William Henry (1757)
- German Flatts (1757)
- Lac Saint-Sacrement (1758)
- Louisbourg (1758)
- Le Cran (1758)
- Fort Carillon (1758)
- Fort Frontenac (1758)
- Fort Duquesne (1758)
- Fort Ligonier (1758)
- Québec (1759)
- Fort Niagara (1759)
- Beauport (1759)
- Plaines d'Abraham (1759)
- Sainte-Foy (1760)
- Neuville (1760)
- Ristigouche (navale) (1760)
- Mille-Îles (1760)
- Signal Hill (1762)

- Cap-Français (1757)
- Martinique (1759)
- Guadeloupe (1759)
- Dominique (1761)
- Martinique (1762)
- Cuba (1762)

- Chandernagor (1757)
- Plassey (1757)
- Gondelour (1758)
- Négapatam (navale) (1758)
- Condore (1758)
- Madras (1758)
- Pondichéry (navale) (1759)
- Masulipatam (1759)
- Chinsurah (1758)
- Wandiwash (1760)
- Pondichéry (1760-1761)
- Manille (1762)

- Saint-Louis (1758)
- Gorée (1758)
- Gambie

La seconde bataille de Lutterberg est un épisode de la guerre de Sept Ans qui eut lieu le 23 juillet 1762. Les armées française et saxonne, commandées par François-Xavier de Saxe, comte de Lusace, affrontaient une armée anglo-allemande commandée par le lieutenant général Philipp Ludwig von Gilsa. Tandis que le prince Ferdinand de Brunswick-Lunebourg menait une attaque de diversion sur le Kratzenberg afin d'empêcher François de Chevert de renforcer la position de Lusace assaillie par quatre colonnes alliées. Celle commandée par Gilsa devait traverser à Speele et attaquer Landwehrhagen, celle commandée par von Zastrow devait traverser à Wilhelmshausen et attaquer Lutterberg, celle commandée par von Waldhausen devait traverser à Bonaforth. Enfin, Bock devait traverser à Spiegelhütte. Pendant ce temps, le colonel Schlieffen attaquerait l'arrière-garde saxonne. L'attaque comprenait 20 bataillons et 22 escadrons. La position française était forte, s'étendant sur la rivière Fulda, mais faiblement défendue par endroits, les Franco-Saxons étant très inférieurs en nombre. La traversée commença à deux heures du matin.
La colonne de droite, marchant sur Speele, fut clouée au sol par l'infanterie française bien retranchée. L'opposition face à la traversée des autres colonnes fut néanmoins faible et les colonnes anglo-allemandes étaient bientôt toutes sur l'autre rive. Le combat le plus sanglant se concentra autour de Lutterberg où les Français contre-attaquèrent contre von Zastrow avec cinq bataillons de grenadiers. Les Français et Saxons étaient néanmoins percés de toute part et devaient se replier, tandis que les alliés tentaient de les repousser jusqu'aux faubourgs de Cassel. 
Vers 10 heures du matin, des renforts français furent aperçus au Sud. Les Français reprirent de nombreuses positions alliées, allant même jusqu'à Bonaforth. Alors qu'ils pensaient la victoire assurée, les alliés se résolurent à battre en retraite et franchirent la Fulda dans l'autre sens, en bon ordre. On comptait des pertes équivalentes, 700 tués et blessés et 1000 prisonniers, dans chaque camp.